# Juan Vicente Macip
Vicente Juan Macip, meglio conosciuto come Joan de Joanes (Valenza, 1523 – Bocairente, 21 dicembre 1589), è stato un pittore spagnolo.
Nacque a Fuent de la Higuera, città che per prima tributò il successo del suo nome che poi si diffuse in tutta la Spagna. 

Per le numerose affinità artistiche con la scuola di Sebastiano del Piombo, alcuni studiosi ritengono che Macip si applicò in Italia sotto il maestro, mentre è storicamente accertato lo scambio culturale con i pittori italiani che si recavano a Valencia.

Poco tempo dopo, il cardinale Rodrigo Borgia commissionò a Francesco Pagano e Paolo da San Leocadio la decorazione della Cattedrale di Valencia. 
A Valencia trascorse la maggior parte dei suoi anni e consegnò le sue opere più importanti. Lo stile è caratterizzato dalla cura del particolare, dal sapiente uso del colore, dalla raffinata ideazione concettuale dell'opera. Fu influenzato dalla pittura italiana lombarda e da quella manieristica fiorentina-romana.

## Vicente Macip e Juan Macip
Figlio d'arte, dell'omonimo Vicente Juan Macip, anch'egli pittore, fu il principale esponente del Rinascimento spagnolo e il pittore più celebre della città. 
Come in altri casi simili, per distinguere padre e figlio, si utilizzava il patronimico Joan de Joanes. Tuttavia, realizzò le prime opere insieme al padre, e permangono problemi di attribuzione per i dipinti anteriori al 1550, anno della morte di Juan Vincent Macip. Sebbene il suo cognome tradisca un'origine legata al lavoro manuale, Macip sostenne la propria origine nobiliare. Forse in collegamento a questo, nella Cattedrale cittadina dipinse una Sacra Famiglia.

## Stile
Lo stile fu influenzato dalle opere di Sebastiano del Piombo, che aveva potuto osservare nella città natale, e da quelle di Raffaello che edulcorò in un pietismo manierato.. 
Lavorò sempre al servizio di una committenza religiosa e mai dipinse soggetti a carattere profano. Sembra che, come Luis de Vargas e Fra Angelico, non mancasse mai di accostarsi all'ostia prima di impegnarsi nel lavoro artistico.

Affrescò edifici di culto per vari ordini religiosi: Gesuiti, Domenicani, Minimi, Agostiniani, Francescani, e per le chiese di San Nicolás, Santa Cruz, Carmen Calzado, St Esteban, Corona, Temple, San Andrés, San Bartolomé e San Miguel de los Reyes. Esemplare della sua arte fu l'Immacolata Concezione nella chiesa dei gesuiti.
San Tommaso di Villanova, arcivescovo di Valencia, gli commissionò una serie di pannelli decorativi sulla vita della Vergine, come modello preparatorio di altrettanti arazzi.

## Fama e successo
Dai contemporanei fu definito "il secondo Raffaello"
(considerato il maggiore artista del Rinascimento spagnolo e chiamato anche  "Raffaello iberico" ).

## Opere

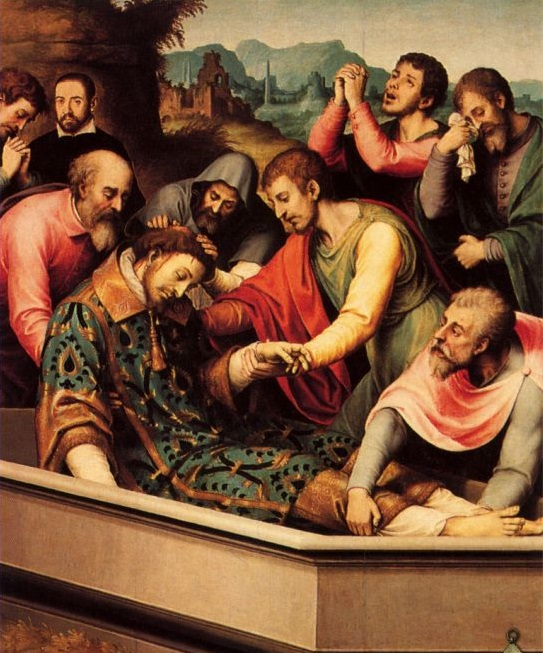
Seppellimento di San Sebastiano

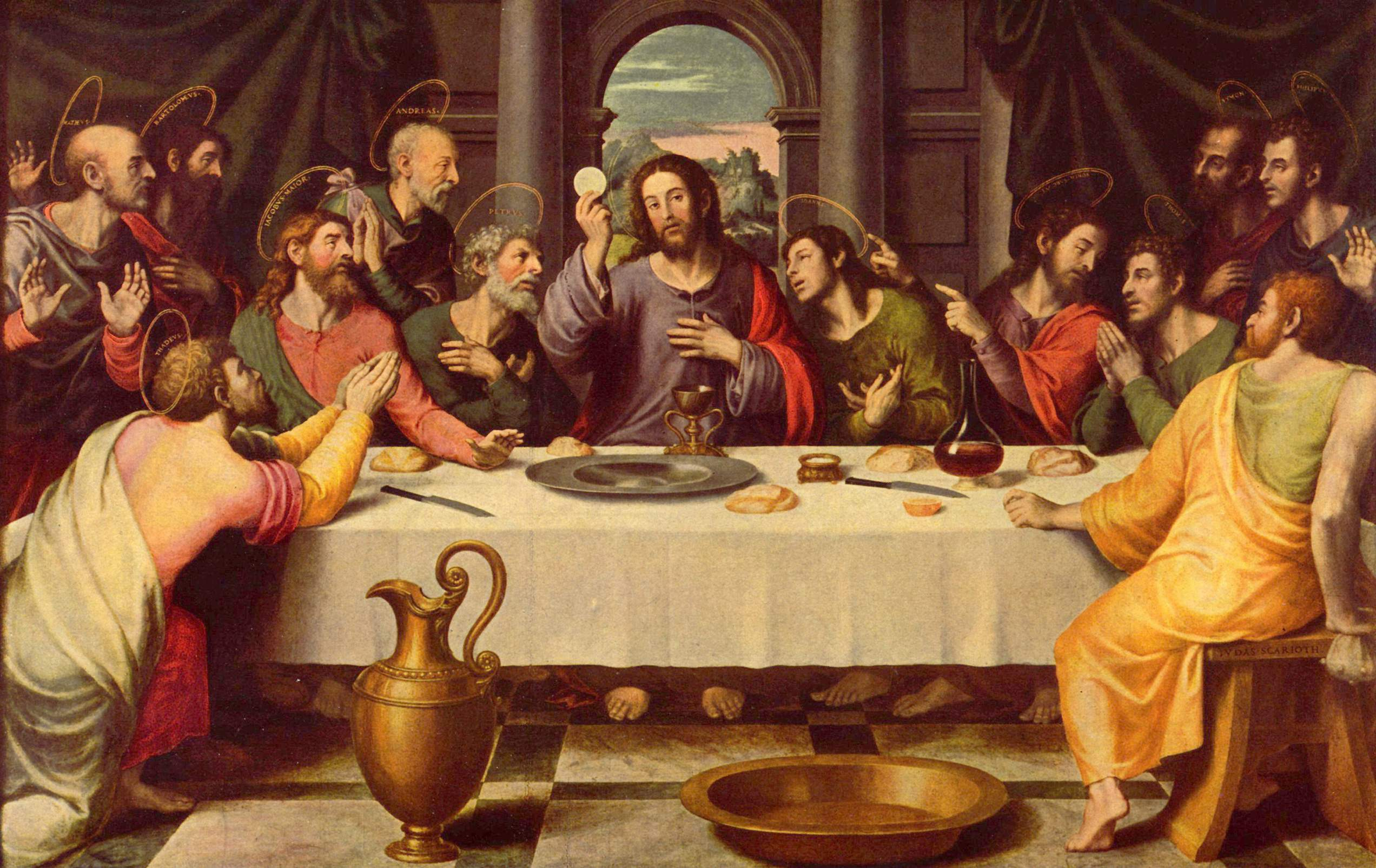
Versione dellUltima Cena del Museo del Prado a Madrid.

- Salvatore con ostia e calice (101 x 63 cm), Museo delle belle arti a Budapest;
- diverse versioni dell'Ultima cena;
- San Sebastiano nella sinagoga;
- Seppellimento di Santo Stefano protomartire;
- Vergine con Bambino, san Giovanni Battista e san Giovanni evangelista, Museo dell'Ermitage di San Pietroburgo
- San Vincent Ferrier, Museo dell'Ermitage di San Pietroburgo;
- Annunciazione a sant'Anna, Museo dell'Ermitage di San Pietroburgo;
- Processione al monte Gargano, Museo di belle arti di Pau;
- diverse versioni della Sacra Famiglia;
- Immacolata Concezione, considerata la sua opera più celebre.
- Nel museo di Valenza si conservano[8]:
  - Nozze mistiche del venerabile Agnello (1553-1558
  - Salvatore con l'ostia (1560-1570)
  - Ecce Homo (1565-1575)
  - Assunzione di Nostra Signora (1578)
  - Trittico del Calvario

Dipinse inoltre un ritratto di Alfonso V d'Aragona conservato nel museo di Saragozza